# Don Nickles
Donald Lee "Don" Nickles, född 6 december 1948 i Ponca City, Oklahoma, är en amerikansk republikansk politiker och affärsman. Han representerade delstaten Oklahoma i USA:s senat 1981-2005.
Nickles utexaminerades 1981 från Oklahoma State University. Han var sedan verksam som inom affärslivet i Oklahoma. Han var ledamot av delstatens senat 1979-1980. Han efterträdde 1981 Henry Bellmon i USA:s senat. Han omvaldes 1986, 1992 och 1998. Han var republikansk whip i senaten 1996-2003 och ordförande i senatens budgetutskott 2003-2005. Han efterträddes 2005 som senator av Tom Coburn.